# World Wrestling Professionals
World Wrestling Professionals — південноафриканський промоушн реслінгу створений в 2002 Марком Бівом. Згодом до нього приєднався Абдул Кадер, який став співвласником компанії.

## Історія
Витоки шоу бере ще з далекого 1990 року. Тоді в місті Капа, що лежить в затоці Нельсона Мандели було створено аматорську компанію реслінгу, яка проводила шоу цілий рік. Вже тоді Марк Бів, доволі відомий на той час спортсмен вирішив підняти південноафриканський реслінг на новий рівень. Кілька років кропіткої роботи і в 2004 році з'являється промоушн в тому форматі, в якому ми всі його знаємо. Звісно що роботу Марка помітили і вже через деякий час South African Broadcaster надав контракт на показ шоу. Шоу отримало назву WWP Thunderstrike і кілька років безперервно з'являлося на каналі. Показ був призупинений через певні труднощі.
Після цього знімальна група перебралася в Індію. Згодом було запущене шоу під назвою 100% De Dana Dan, завдяки якому про компанію дізналися на Близькому Сході. Завдяки промоутерській роботі WWP має сильний вплив на всьому африканському континенті.

### WWP Thunderstrike
Кожний епізод виходить в суботу о 18: 30 і триває одну годину — до 19: 30. У 2009 році компанія підписала контракт з SABC2 строком на п'ять років. За умовами контракту має виходити не більше 50 шоу щорічно. Прем'єра шоу припала на грудень 2004. Згодом до зйомок приєднався Деон Потгієтер, відомий автор і продюсер. Він займався сюжетною лінією бійців і писав сценарії для шоу. Після виходу 67 епізоду Деон звільнився з компанії. Нині творча студія складається з трьох чоловік: Марка Біла, Стіва Деббеса і Абдула Кадера. Епізоди знімалися в Urban Brew Studios в Йоганнесбурзі.
Третій сезон показувався о 22:00 і досяг найвищого рейтингу в історії шоу. Згодом до компанії приєдналась нинішня зірка WWE — Рей Леппан.

## Чемпіонські титули
| Титул                                   | Чемпіон               | Дата виграшу     |
| --------------------------------------- | --------------------- | ---------------- |
| WWP World Heavyweight Championship      | Мр. Реслінг           | 11 квітня 2014   |
| WWP All-Africa Heavyweight Championship | Ананзі                | 4 квітня 2014    |
| WWP World Ladies Championship           | Венус                 | 5 листопада 2010 |
| WWP World Cruiserweight Championship    | Анжеліко              | 10 січня 2012    |
| WWP World Tag Team Championship         | Джонні Айс і Вік Скар | Липень 2010      |